# Quesnoy-sur-Deûle
Quesnoy-sur-Deûle település Franciaországban, Nord megyében. Lakosainak száma 6863 fő (2022. január 1.). Quesnoy-sur-Deûle Verlinghem, Wambrechies, Comines, Deûlémont, Frelinghien és Linselles községekkel határos.

## Népesség
A település népességének változása:
| Lakosok száma | 6915 | 6802 | 6838 | 6758 | 6814 | 6931 | 6985 | 6920 | 6863 |
|               | 2013 | 2015 | 2016 | 2017 | 2018 | 2019 | 2020 | 2021 | 2022 |